# Nikolaus Lenau
Nikolaus Lenau, pseudonimo di Nikolaus Franz Niembsch von Strehlenau (Csatàd, 13 agosto 1802 – Döbling, 22 agosto 1850), è stato un poeta austriaco.

## Biografia
Studiò a Vienna filosofia, diritto e medicina. A Stoccarda, dove si trasferì, frequentò gli artisti della scuola romantica sveva.
Dopo una breve parentesi di vita in Usa, dove intendeva dedicarsi all'agricoltura, tornò a Vienna in piena crisi spirituale, crisi accentuata dal suo amore infelice per Sophie von Lowenthal. Concluse la sua breve vita in manicomio, dove era stato rinchiuso dopo aver mostrato, nel 1844, i primi segni di follia.
La sua opera poetica, intrisa del romanticismo dell'epoca e vicina ai poeti della «scuola sveva», è permeata da uno struggente pessimismo, accostabile al Weltschmerz tipico di autori come Lord Byron e Giacomo Leopardi, rispecchiante il suo dissidio interiore e la sua sensibilità quasi patologica.
Sono da menzionare anche i suoi poemi epico-drammatici, come il Faust (1836), incentrato sul suicidio di Faust e sulla sua dannazione, il Savonarola (1837), in cui si mostrò favorevole al religioso ribelle.
Il cognome Nimpsch che Theodor Fontane attribuisce a Lene, la protagonista femminile del suo romanzo Irrungen, Wirrungen, è tratto dalla corruzione del cognome Niembsch, un omaggio di Fontane a Nikolaus.

## Opere
- Der Unbeständige, 1822
- Polenlieder, 1835
- Faust, 1836[2]
- Savonarola, 1837
- Stimme des Kindes, 1838
- In der Neujahrsnacht, 1840
- Die Albigenser, 1842
- Waldlieder, 1843
- Blick in den Strom, 1844
- Eitel nichts!, 1844
- Don Juan (incompiuta), 1850